# 나만의 마돈나
《나만의 마돈나》(僕だけのマドンナ 보쿠다케노마돈나[*])는 2003년 7월 7일부터 9월 15일까지 후지 TV에서 방송된 텔레비전 드라마이다. 다키자와 히데아키와 하세가와 교코(게츠쿠 첫 주연)가 주연을 맡았다. 활동을 재개한 사잔 올 스타즈가 주제가를 담당해 화제를 모았다. 총11화이며, 최고시청률은 18.3%, 평균시청률 13.2%를 기록했다.

## 줄거리
대학에서 건축을 공부하는 청년 교이치가 어느 날 자기 방에 불법침입한 연상의 여성과 만난다. 그녀는 건너편에 살고 있는 남성이 자신의 약혼남이었으나 다른 여자와 결혼한다는 소식을 듣고 교이치의 방에서 감시하고 있었다고 한다. 교이치는 이 가타오카 스루미라는 이름의 여성에게 휘둘리지만, 자유분방하며 수수께끼에 쌓인 그녀를 좋아하게 된다.

## 출연진
- 스즈키 교이치(쿙) - 다키자와 히데아키
- 가타오카 스루미 - 하세가와 교코
- 시마다 리에 - 고니시 마나미
- 이마무라 게이코 - 시마타니 히토미
- 나카노 다카시 - 고이즈미 고타로
- 마츠노 시즈에 - 마야 미키
- 오스기 가즈마 - 시마다 규사쿠
- 구라모토 쇼타로 - 모리모토 레오
- 혼다 요시타카 - 오가타 나오토

## 음악
- 주제가: 〈나미다노우미데다카레타이 (Sea of Love)〉 사잔 오루 스타즈
- 삽입곡: 〈기보노와다치〉 사잔 오루 스타즈

## 제작진
- 각본: 오카다 요시카즈
- 연출: 나가야마 고조, 사와다 겐사쿠
- 제작 - 후지 TV 드라마 제작 센터

| 후지 TV 월요일 밤 9시 드라마 | 후지 TV 월요일 밤 9시 드라마 | 후지 TV 월요일 밤 9시 드라마 |
| 이전 작품                    | 작품명                       | 다음 작품                    |
| ---------------------------- | ---------------------------- | ---------------------------- |
| 도쿄러브 시네마              | 나만의 마돈나                | 비기너                       |